# Cyklonrening

Cyklonrening

Cyklonrening, teknik för att skilja stoftpartiklar från en luftström. Används i industriell rökgasrening, men även i centraldammsugare, industridammsugare och i några fall vanliga hushållsdammsugare.
För att skilja ur stoftpartiklarna leds luftströmmen in i en rund behållare, där centrifugalkraften gör att de fasta partiklarna slungas mot ytterkanten. Luften leds oftast ut i centrum av behållarens överkant, ibland med ett filter som tar bort ytterligare partiklar. De fasta partiklarna samlas i botten av behållaren, som sedan måste tömmas.